# Liebesbündnis
Als Liebesbündnis hat Pater Josef Kentenich seine „Weihe an die Gottesmutter“ bezeichnet, die er mit den Schülern des Pallottiner-Internates  am 18. Oktober 1914 in der Friedhofskapelle in Vallendar (später Urheiligtum genannt) geschlossen hat. Aus dieser Weihe hat sich innerhalb weniger Jahre die Schönstatt-Bewegung, eine geistliche Erneuerungsbewegung innerhalb der katholischen Kirche, entwickelt, und das Liebesbündnis wird von vielen Mitgliedern der Bewegung geschlossen. Es wird auch als Schönstattweihe bezeichnet.
Das Liebesbündnis ist als eine Ganzhingabe an Gott durch Jesus und Maria zu verstehen. Kentenich war es wichtig, dass Marienverehrung immer zu Jesus führt und keine Konkurrenz zur Weihe an Jesus darstellen darf. Wer mit Maria das Liebesbündnis schließt, weihe sich gleichzeitig Jesus und somit vor allem dem Vatergott. Kentenich sah Schönstatt daher weniger als rein marianische Bewegung, sondern stellte immer den christozentrischen und vor allem den patrozentrischen, auf Gottvater bezogenen Charakter heraus.

## Weihegebet
Das lange Zeit dem Jesuitenpater, Physiker und aszetischen Schriftsteller Niccolo Zucchi (1586–1670) als Verfasser zugeschriebene Weihegebet, auch Kleine Weihe genannt, wurde neuesten Forschungen gemäß bereits im 13. Jh. von dem katalanischen Heiligen Raimund Nonnatus verfasst.
Es wird häufig auch beim Schließen und Erneuern des Liebesbündnisses gebetet und lautet:
O meine Gebieterin, o meine Mutter!

Deinem unbefleckten Herzen bringe ich mich ganz dar,

und um dir meine Hingabe zu bezeigen,

weihe ich dir heute

meine Augen, meine Ohren,

meinen Mund, mein Herz,

mich selber ganz und gar.

Da ich also dir gehöre, o gute Mutter,

so bewahre mich und beschütze mich

als dein Gut und dein Eigentum.

Amen.

## Kleine Weihe
Um das Liebesbündnis abzuschließen, ist kein formeller Akt nötig; für die Mitgliedschaft in der Schönstattbewegung gibt es keinerlei vertragliche Form. Da Pater Kentenich die persönliche Freiheit des einzelnen sehr schätzte, lehnte er eine vertragliche Bindung an die Schönstattbewegung ab. Wer das Liebesbündnis schließen und damit ein Schönstätter sein will, vollzieht dies in einem persönlichen Gebet an Maria, verpflichtet sich in kirchenrechtlichem Sinne aber zu nichts. Um das Liebesbündnis zu schließen, kann ein frei formuliertes, persönliches Gebet oder das Weihegebet „O meine Gebieterin …“ (s. o.) gesprochen werden.

## Mitarbeiterweihe
Zur intensiveren Verbindung mit Gott, Maria und der Schönstatt-Bewegung kann das Liebesbündnis zur Mitarbeiterweihe erweitert werden. Sie ist ab dem 15. Lebensjahr möglich und erfordert eine aktive Mitarbeit in der Schönstatt-Bewegung.

## Werkzeugweihe
Die Werkzeugsweihe bedarf einer sehr innigen Verbindung zu Schönstatt. Sie vertieft und erweitert die Mitarbeiterweihe und fordert bestimmte Aufgaben von den Kandidaten. Daher werden Kandidaten intensiv vorbereitet und geprüft, bevor sie zur Werkzeugweihe zugelassen werden. Entscheidend ist dabei der Grundgedanke „Ich möchte ein Werkzeug Mariens sein“. Verschiedene Methoden helfen diesen Vorsatz in den Alltag umzusetzen.